# Río Ghorband
El Ghorband o Ghurband (del farsi: دریای غوربند) es un río de Afganistán que fluye a través de la provincia de Parwan. Es afluente de los ríos Panjshir, Indo, Kabul y finalmente al Océano Índico.
El Ghorband discurre completamente por la provincia de Parwan, donde da su nombre al distrito de Ghorband. Nace en el paso oriental de Shibar (que conecta las provincias de Parwan y Bāmiyān, o cuencas hidrográficas de Ghorband y del río Kunduz) y fluye en dirección este que mantiene durante la mayor parte de su curso. Corre a lo largo del sur y la imponente cordillera central del Hindu Kush, recibiendo aguas del deshielo en el área del paso de Shibar en Salang. Fluye desde allí en un largo valle entre la zona alta del Hindu Kush (al norte) y Kuh-i-Baba (al sur). Luego converge con el Panjchir, en su margen derecha, a 10 kilómetros al este de Charikar. Fluye a través de los distritos de Sheikh Ali, Chinwari, Ghorband y Surkh Parsa.
El Ghorband recibe muchos afluentes tanto a su izquierda como derecha, todos alimentados principalmente por el deshielo en primavera y verano. Su afluente principal es el Turkman, aunque el río Salang también converge con el por su margen izquierda, y su valle es una ruta de acceso importante al paso y hacia la mitad norte del país. El Salang converge con el Ghorband en la localidad de Jabal Saraj.

## Galería

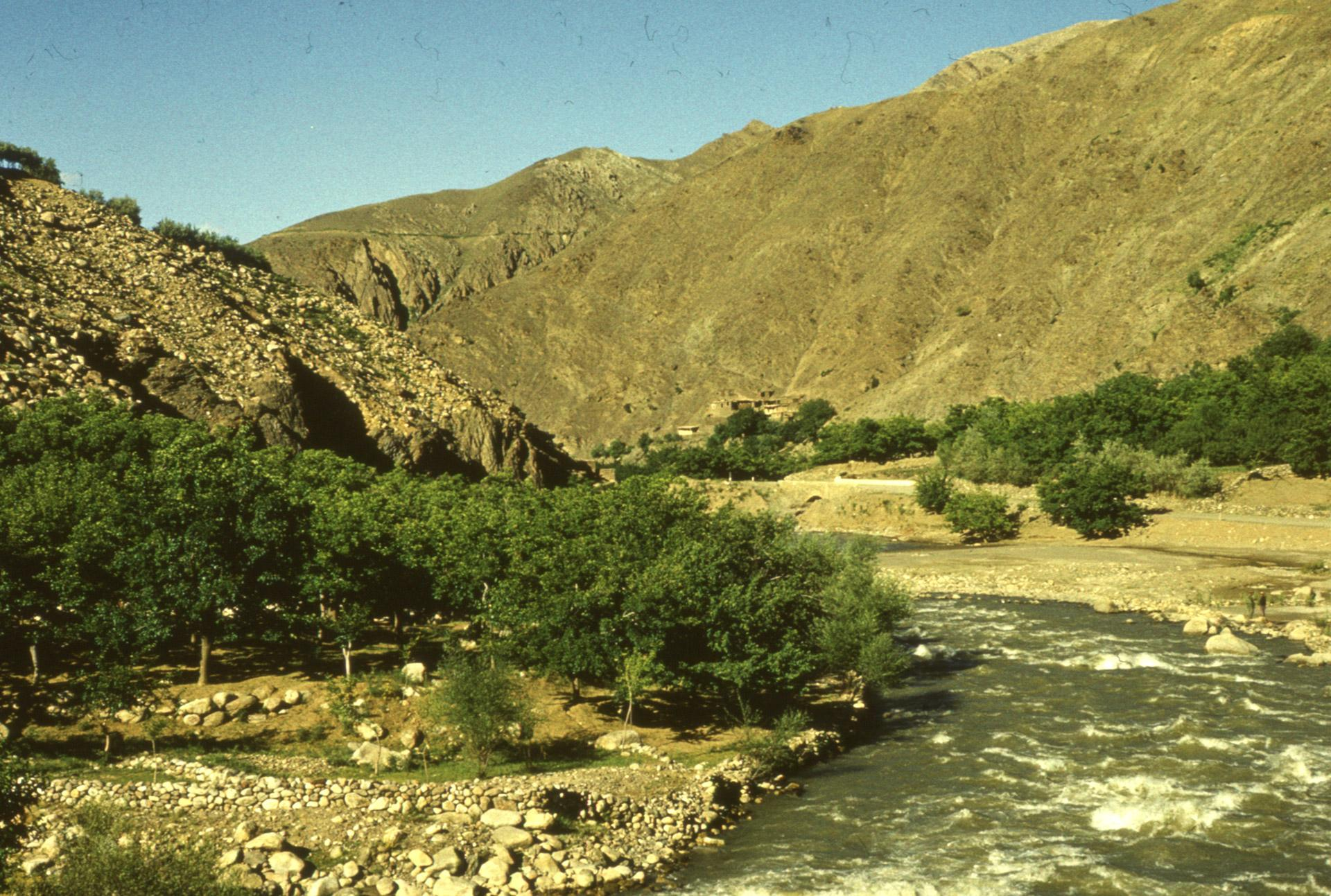
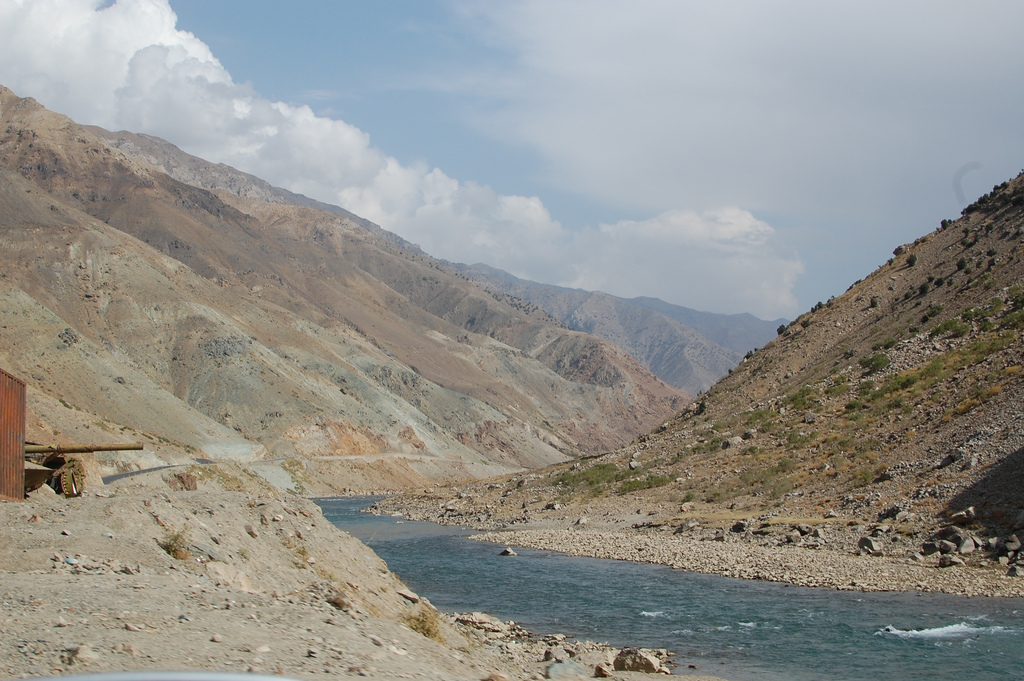